# 나카사토 유
나카사토 유(일본어: 中里 優, 1994년 7월 14일 ~ )는 일본의 여자 축구 선수이다.

## 국가대표팀 경력
2012년 FIFA U-20 여자 월드컵에 출전, 3위.
그녀는 2016년 6월 2일 미국과의 경기에서 일본 국가대표팀에 데뷔했다. 2017년 EAFF E-1 풋볼 챔피언십, 2018년 아시안 게임에도 출전했다. 아시안 게임 금메달 획득에 기여했다. 그녀는 2018년까지 국제 A매치 통산 20경기에 출전했다.

## 통계
| 일본 | 일본 | 일본 |
| 연도 | 출전 | 득점 |
| ---- | ---- | ---- |
| 2016 | 3    | 0    |
| 2017 | 13   | 0    |
| 2018 | 4    | 0    |
| 통산 | 20   | 0    |